# Sterling Marlin
Sterling Marlin (Columbia (Tennessee), 30 juni 1957) is een voormalig Amerikaans autocoureur die actief was in de NASCAR Sprint Cup. Hij is tweevoudig winnaar van de Daytona 500.

## Carrière

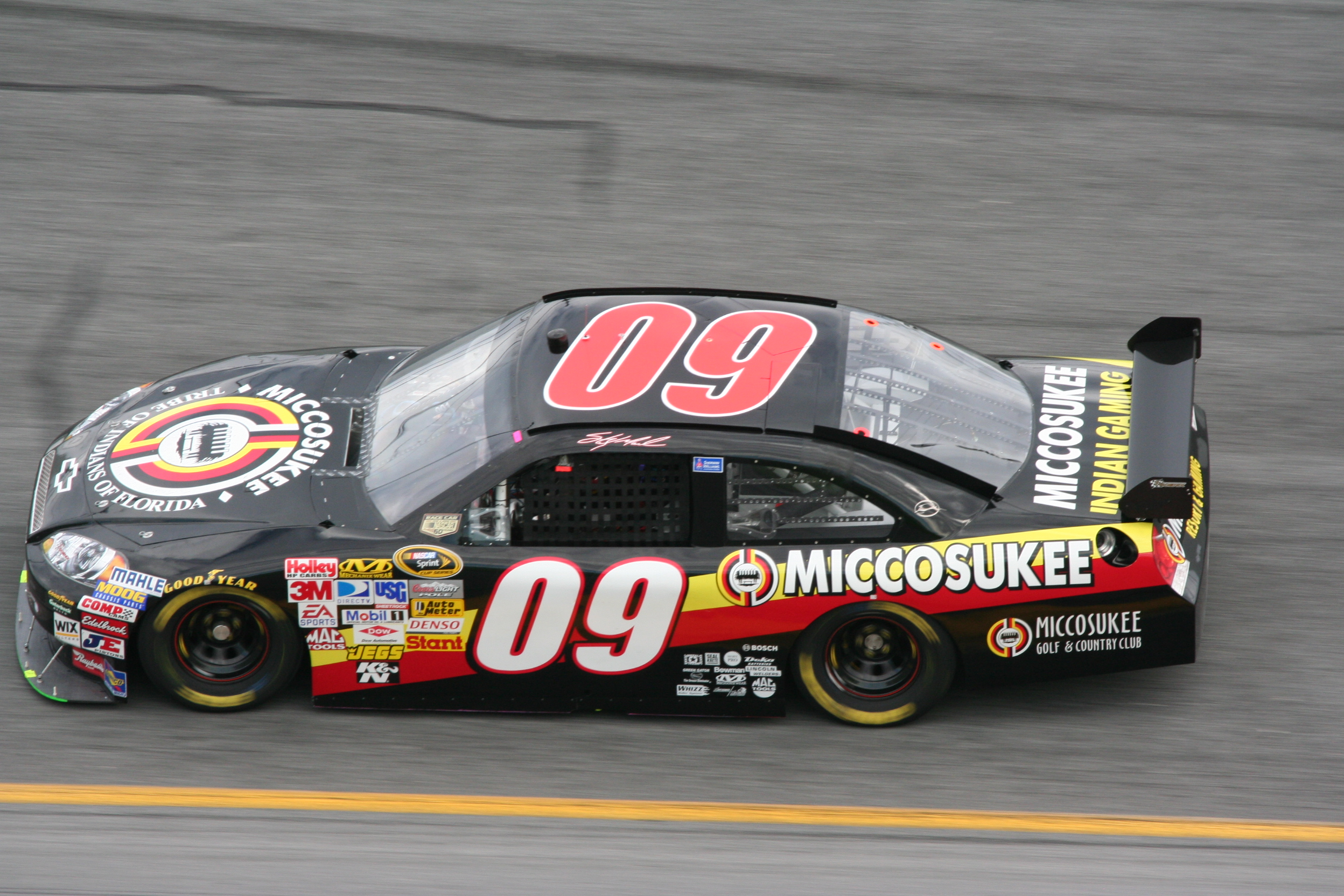
Marlins Chevrolet Impala uit 2008

Marlin startte in 1976 parttime in de Winston Cup. In 1983 reed hij zijn eerste volledige seizoen en won de trofee rookie of the year. Zijn eerste overwinning kwam er in 1994 toen hij de prestigieuze Daytona 500 won. Ook in 1995 won hij de race op de Daytona International Speedway en hij won dat jaar ook de TranSouth Financial 400 op de Darlington Raceway en de DieHard 500 op de Talladega Superspeedway. Hij eindigde dat jaar op de derde plaats in het kampioenschap, zijn hoogste positie uit zijn carrière die hij in 2001 nog eens evenaarde. Hij vertrok in zijn Sprint Cup carrière elf keer vanaf poleposition en won tien races. Vanaf 2007 rijdt hij parttime in de Sprint Cup.
Marlin won twee races in de Busch Series. In 1990 won hij op de Charlotte Motor Speedway en in 2000 werd hij eerste op de Bristol Motor Speedway.